# Sébastien Rouland
Sébastien Rouland (né en 1972 à Argenteuil) est un chef d'orchestre français. Il est actuellement directeur musical du Théâtre national de la Sarre en Allemagne.

## Biographie
Sébastien Rouland a initialement étudié le violoncelle. Par la suite, il étudie la direction orchestrale auprès de Pierre Cao et Nicolas Brochot. Il complète sa formation auprès de Marc Minkowski qui dirige Les Musiciens du Louvre, un orchestre baroque. Enfin, il est chef invité principal du Théâtre de Lucerne de 2002 à 2004.
En 2015, il fait des débuts remarqués à l'Opéra de Paris avec Alceste de Gluck. Il se produit notamment à l'Orchestre philharmonique d'Essen, à l'Orchestre de la radio norvégienne, à l'Orchestre symphonique de Saint-Gall, à la Camerata de Zurich, à l'Orchestre philharmonique du Luxembourg et à l'Orchestre national de Lyon.
Depuis 2018, Sébastien Rouland est le directeur musical du Théâtre national de la Sarre,.